# Kamýk (ort i Tjeckien)
Kamýk är en ort i Tjeckien.   Den ligger i regionen Ústí nad Labem, i den nordvästra delen av landet, 60 km norr om huvudstaden Prag. Kamýk ligger 299 meter över havet och antalet invånare är 135.
Terrängen runt Kamýk är kuperad åt nordväst, men åt sydost är den platt. Terrängen runt Kamýk sluttar söderut.Runt Kamýk är det tätbefolkat, med 331 invånare per kvadratkilometer. Närmaste större samhälle är Ústí nad Labem, 11,8 km norr om Kamýk. Omgivningarna runt Kamýk är en mosaik av jordbruksmark och naturlig växtlighet.